# Eleccions legislatives d'Israel de setembre de 2019
Les eleccions legislatives d'Israel de setembre de 2019, les vint-i-dosenes de l'Estat d'Israel, foren convocades per a elegir els diputats de la Kenésset, el parlament israelià, per a un mandat de quatre anys. Se celebraren el 17 de setembre de 2019.

## Context

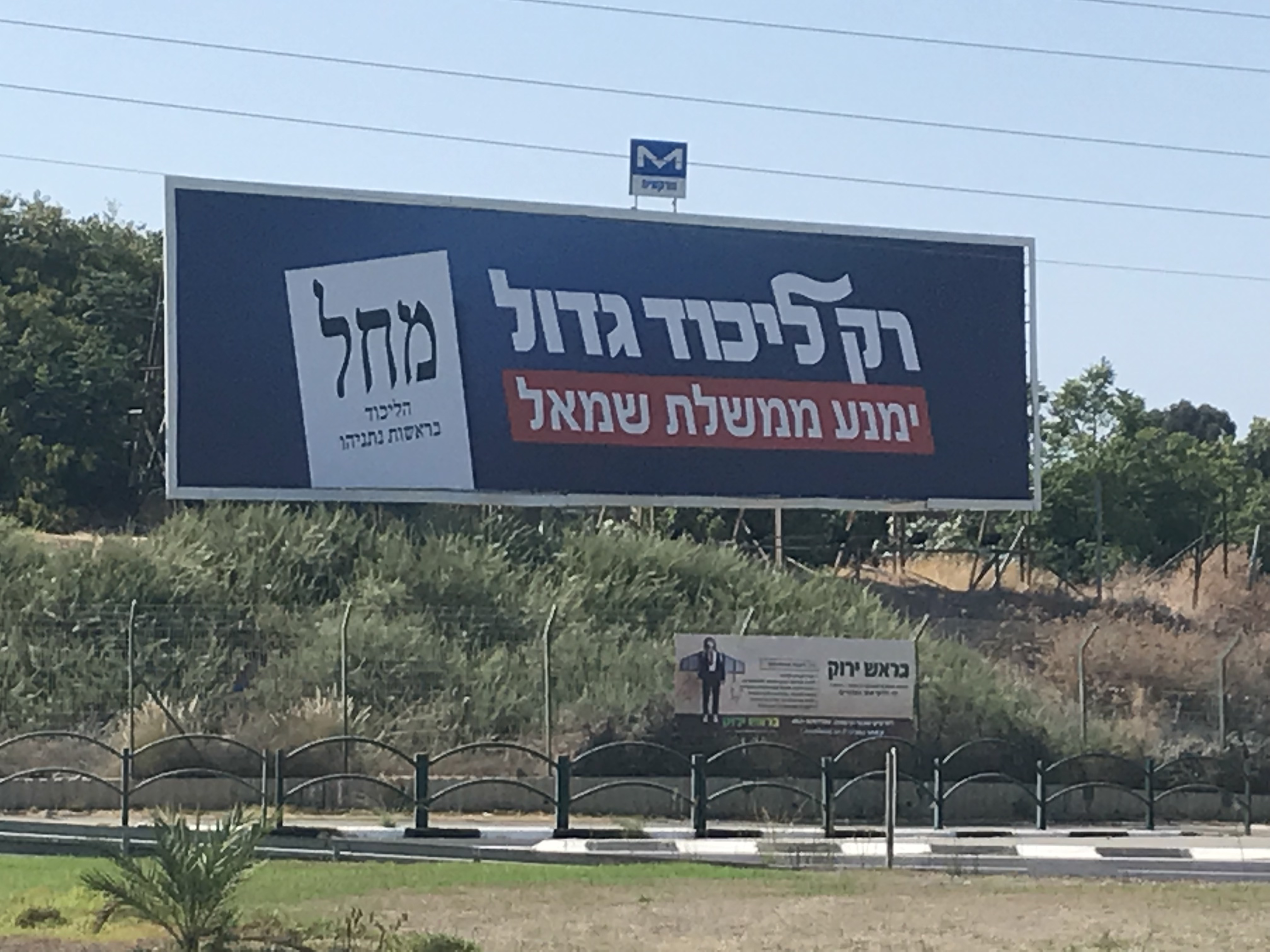
Cartell electoral del Likkud per a les eleccions de setembre de 2019

Després de les eleccions legislatives d'Israel d'abril de 2019, Binyamín Netanyahu, que era primer ministre i candidat del Likkud que havia estat el partit més votat, fou incapaç d'aconseguir el suport de la majoria absoluta del parlament i formar govern perquè no arribà a un acord amb el partit Israel Beitenu que volia tirar endavant un projecte de llei que establís quotes anuals per al reclutament d'ultraortodoxos, que estan exclosos del servei militar. Els partits ultraortodoxos que donaven suport a Netanyahu estaven totalment en contra d'aquesta llei. Estant a punt d'expirar el límit legal per a formar govern, el 29 de maig de 2019 la Kenésset aprovà convocar noves eleccions amb 74 vots a favor i 45 en contra. Si no s'haguessin convocat eleccions, el President d'Israel Reuven Rivlin podria haver encarregar a un altre diputat la formació de govern. Fou el primer cop a la història d'Israel que no s'aconseguia formar govern després d'unes eleccions i aquestes s'havien de repetir.
El mateix 29 de maig els partits Likkud i Kulanu anunciaren que es presentarien junts a les eleccions. El 31 de juliol el Kulanu es dissolgué oficialment i els seus membres s'uniren al Likkud. Durant la campanya electoral, Netanyahu prometé que annexionaria immediatament a Israel la Vall del Jordà i el nord de la Mar Morta i que hi havia altres zones amb assentaments jueus a Cisjordània que també podrien ser annexionats però que esperaria la proposta de pla de pau que preparaven els Estats Units abans de fer-ho.
Els partits Hadaix - Ta'al i Llista Àrab Unida - Balad anunciaren el 20 de juny que restablirien la coalició coneguda com a Llista Conjunta que ja havia concorregut a les eleccions legislatives de 2015.
El 25 de juny, el partit Otzma Yehudit anuncià que deixava la coalició Unió de Partits de Dreta i que intentaria aliar-se amb altres partits. El 28 de juliol anuncià que es presentaria amb el nou partit sionista religiós Noam, però finalment es trencà l'aliança i es presentà en solitari perquè el Noam no acceptava incloure un candidat secular a la llista conjunta. El Noam també va decidir concórrer a les eleccions en solitari.
L'ex-primer ministre Ehud Barak i l'ex-subcap de l'Estat Major Yair Golan, anunciaren el 26 de juny la formació d'un nou partit polític per a concórrer a les eleccions. El nom del nou partit, Partit Democràtic d'Israel s'anuncià el 6 de juliol. El 25 de juliol s'anuncià que es presentarien en una llista conjunta amb Mérets i el Moviment Verd, que incorpora la diputada laborista Stav Shaffir, que deixà el Partit Laborista després de no ser escollida com a líder del partit en les primàries. La nova llista electoral s'anomena Unió Democràtica.
El 18 de juliol el Partit Laborista i Guéixer anunciaren que es presentarien units a les eleccions.
El 28 de juliol, la Unió de Partits de Dreta i la Nova Dreta acordaren presentar-se conjuntament en una llista que posteriorment fou anomenada Yamina, liderada per l'exministra de justícia Ayelet Shaked.
El 29 d'agost, Moshe Feiglin, líder del partit Zehut, que en les anteriors eleccions havia estat el partit amb més vots dels que no superaren la barrera electoral per a obtenir representació, anuncià un acord amb Binyamín Netanyahu pel qual Zehut no es presentaria a les eleccions i a canvi Feiglin seria nomenat ministre si Netanyahu aconseguia formar govern i que s'implementarien algunes de les mesures de Zehut relacionades amb reformes econòmiques i sobre l'ús del cànnabis. L'acord fou aprovat en un referèndum pel 77% de militants del partit el primer de setembre de 2019.

## Sistema electoral
Els 120 escons de la Kenésset són elegits per representació proporcional en una llista tancada en una única circumscripció nacional. Perquè una llista obtingui representació ha d'aconseguir superar el 3,25% dels vots. En gairebé tots els casos, això equival a obtenir un mínim de quatre escons, tot i que en algun cas en pot obtenir només tres.
Un cop determinades les llistes que han superat el llindar, se sumen tots els vots a aquestes llistes i es divideixen per 120. El nombre resultant serà "la mesura". Cada partit rebrà els escons resultants de dividir els seus vots per "la mesura". Això provoca que es reparteixin menys de 120 escons. Els escons sobrants es reparteixen amb la que és coneguda com a Llei Bader-Ofer. La manera de distribuir aquests escons sobrants és dividir el nombre de vots de cada llista pel nombre d'escons aconseguits més un. La llista amb un indicador més alt, rep el primer dels escons sobrants; acte seguit, els vots d'aquesta llista es tornen a dividir pels escons aconseguits després d'aquesta distribució i es torna a aplicar el mateix mètode fins que tots els escons sobrants s'han repartit.
A més, dues llistes poden formar una aliança electoral per a compartir els vots sobrants de forma que quan s'aplica la Llei Bader-Ofer se sumen els vots de tots dos, tenint així més opcions d'aconseguir els escons no repartits. Per a saber quina de les dues llistes rep l'escó sobrant assignat, s'aplica el mateix mètode entre les dues llistes i la que té un indicador més alt l'aconsegueix.
Per a aquestes eleccions, les aliances electorals per als vots sobrants foren les següents:
- Likkud i Yamina
- Unió Democràtica i Partit Laborista-Guéixer
- Xas i Judaisme Unit de la Torà
- Blau i Blanc i Israel Beitenu

## Resultats
La coalició Blau i Blanc liderada per Benny Gantz aconseguí ser la llista més votada per davant del Likkud del primer ministres Binyamín Netanyahu. Tot i això, ni el bloc de partits de centre-esquerra que podria donar suport a Gantz ni el bloc de partits de dretes i religiosos que podria donar suport a Netanyahu sumen la majoria absoluta. Al mig queda Israel Beitenu partit de dreta però secular i contrari a les concessions de Netanyahu als ultraortodoxos i que voldria una gran coalició entre els dos principals partits que comptés també amb la seva presència.
El resultat detallat és el següent:
| ← Eleccions a la Kenésset, 17-9-2019 → |                                   |           |       |        |     |
|                                        |                                   |           |       |        |     |
| Candidatura                            | Candidatura                       | Vots      | %     | Escons | +/– |
|                                        | Blau i Blanc                      | 1.151.214 | 25,95 | 33     | 2   |
|                                        | Likkud                            | 1.113.617 | 25,10 | 32     | 7   |
|                                        | Llista Conjunta                   | 470.211   | 10,60 | 13     | ▲3  |
|                                        | Xas                               | 330.199   | 7,44  | 9      | ▲1  |
|                                        | Israel Beitenu                    | 310.154   | 6,99  | 8      | ▲3  |
|                                        | Judaisme Unit de la Torà          | 268.775   | 6,06  | 7      | 1   |
|                                        | Yamina                            | 260.655   | 5,87  | 7      | ▲2  |
|                                        | Partit Laborista - Guéixer        | 212.782   | 4,80  | 6      | =   |
|                                        | Unió Democràtica                  | 192.495   | 4,34  | 5      | ▲1  |
|                                        |                                   |           |       |        |     |
|                                        | Otzma Yehudit                     | 83.609    | 1,88  | -      | =   |
|                                        | Altres partits                    | 43.095    | 0,95  | -      | -   |
| Nuls/Blancs                            | Nuls/Blancs                       | 28.362    | –     | –      | –   |
| Total                                  | Total                             | 4.436.806 | 100   | 120    | 0   |
| Votants registrats / participació      | Votants registrats / participació | 6.394.030 | 69,83 | –      | –   |

Notes:
1. ↑   Es compara amb el resultat que en les anteriors eleccions obtingueren el Likkud i Kulanu per separat, atès que Kulanu s'ha dissolt i unit al Likkud.
2. ↑   Es compara amb els escons que obtingueren per separat en les anteriors eleccions les llistes dels partits Hadaix - Ta'al i Llista Àrab Unida - Balad.
3. ↑   Coalició formada per La Llar Jueva i Tkuma, que en les anteriors eleccions aconseguiren cinc escons units en la coalició Unió de Partits de Dreta, i la Nova Dreta que es presentà a les eleccions però no sobrepassa la barrera electoral per a aconseguir representació. Es compara el resultat amb els escons de la Unió de Partits de Dreta; dins d'aquesta coalició també hi havia el partit Otzma Yehudit però no li correspongué cap dels cinc escons.
4. ↑   Es compara amb el resultat que en les anteriors eleccions obtingué el Partit laborista en solitari. Guéixer es presentà a les eleccions però no sobrepassa la barrera electoral per a aconseguir representació.
5. ↑   Coalició formada per Mérets, el nou Partit Democràtic d'Israel i el Moviment Verd. Es compara amb el resultat que en les anteriors eleccions obtingué el Mérets en solitari. El Partit Democràtic d'Israel és de recent creació i el Moviment Verd no s'hi presentà.

## Intent de formació de govern i convocatòria de noves eleccions
La mateixa nit de les eleccions quedà clar que ni Benny Gantz, líder de Blau i Blanc, ni Binyamín Netanyahu, líder del Likkud, tindrien majoria amb els seus aliats per a formar govern i que hi havia risc d'haver d'anar a unes terceres eleccions. Aquella mateixa nit Avigdor Lieberman, líder d'Israel Beitenu, reclamà la formació d'un ampli govern liberal entre els dos partits més votats on també hi hagués presència del seu partit i sense presència de partits ultraortodoxos ni àrabs. Netanyahu també parlà d'un partit d'unitat amb presidència rotatòria. L'endemà, Blau i Blanc digué que la seva posició era que havien guanyat les eleccions i que tenien el dret de liderar un govern d'unitat però sense Netanyahu.

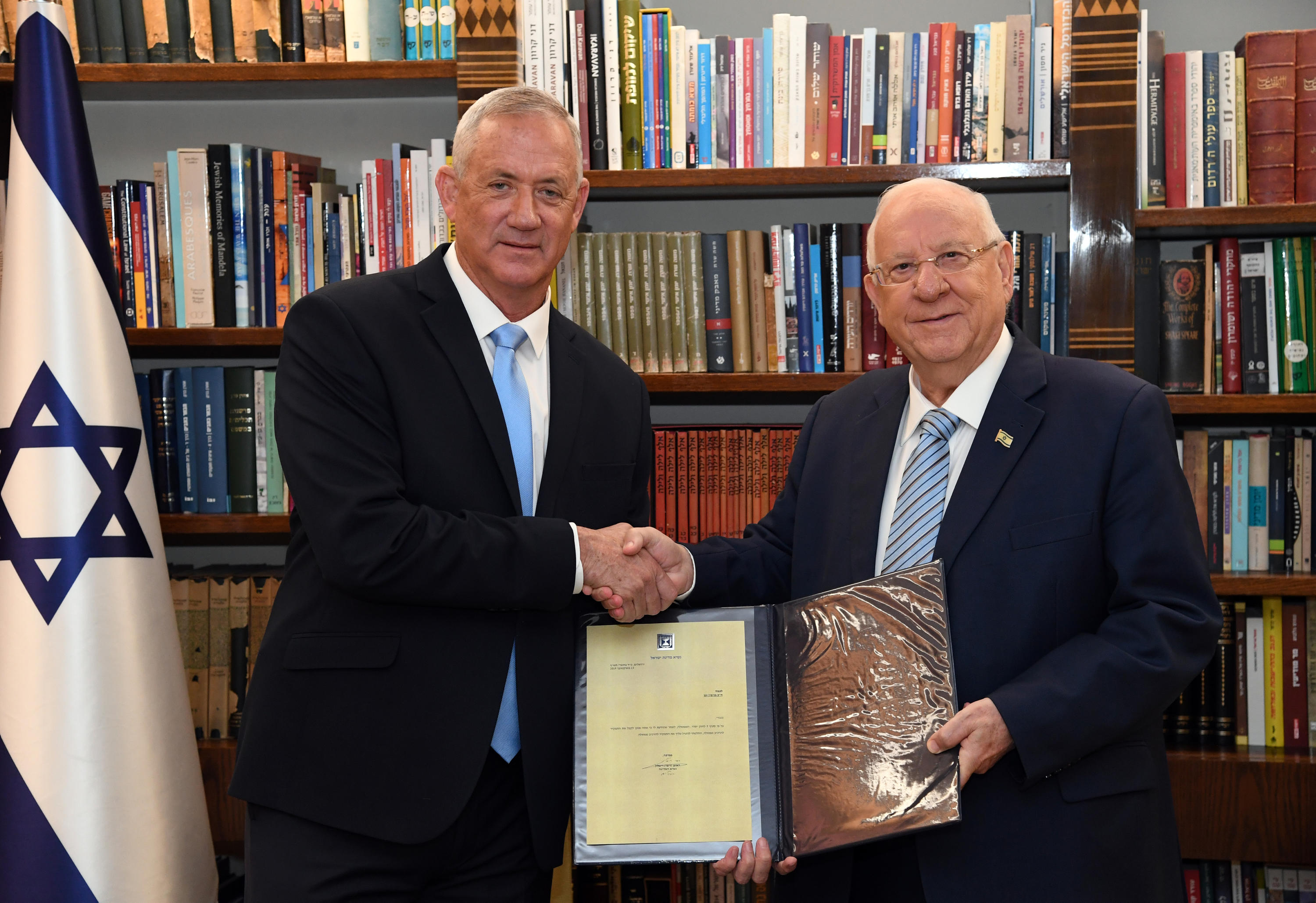
Rivlin, president d'Israel, encarregà la formació de govern a Benny Gantz el 23 d'octubre de 2019

Després que el president Rivlin consultés l'opinió dels diversos partits, resultà que Netanyahu tenia el suport de 55 diputats (Likkud, Xas, Judaisme Unit de la Torà i Yamina) mentre que Gantz tenia el suport de 54 diputats (Blau i Blanc, Partit Laborista - Guéixer, Unió Democràtica i 10 dels 13 diputats de la Llista Conjunta atès que els 3 diputats del Balad no li donaren suport, sent però la primera vegada que diputats de partits àrabs avalaren un candidat a primer ministre d'ençà 1992). Amb aquest resultat, el president Rivlin demanà a Netanyahu que intentés la formació d'un govern. El 21 d'octubre, Netanyahu admeté que era incapaç d'aconseguir el suport de 61 parlamentaris i el president Rivlin encarregà a Gantz que intentés aconseguir els suports necessaris per a formar govern. El 20 de novembre, arribats al final del termini que tenia per a formar govern, Gantz també fou incapaç d'aconseguir una majoria per a formar un govern. Començà llavors un període de 21 dies en els que qualsevol diputat podia liderar un govern si aconseguia el suport de la majoria absoluta de la Kenésset. El 21 de novembre, la fiscalia d'Israel acusà formalment Netanyahu de frau, suborn i abús de confiança en tres casos de corrupció. Aquest fet dificultava encara més la formació de govern perquè Gantz sempre havia dit que una de les condicions per a formar un govern d'unitat amb el Likkud era que Netanyahu no en formés part per les acusacions de corrupció que requeien sobre d'ell. Finalment, l'11 de desembre expirà el termini sense que el parlament hagués elegit cap primer ministres i es convocaren eleccions per al 2 de març de 2020.